# یان لاشتوفکا
یان لاشتوفکا (به چکی: Jan Laštůvka) (زاده ۷ ژوئیه ۱۹۸۲) بازیکن فوتبال اهل جمهوری چک است. همچنین پست تخصصی او دروازه‌بان است.

## تیم ملی
وی سابقه ۱ بازی ملی برای تیم ملی فوتبال جمهوری چک در کارنامه دارد.